# Paul W. McCracken
Paul Winston McCracken (ur. 29 grudnia 1915 w Richland, Iowa, zm. 3 sierpnia 2012) – amerykański ekonomista, przewodniczący Zespołu Doradców Ekonomicznych w latach 1969-1971.